# Rajgród (gmina)
Rajgród – to gmina miejsko-wiejska w województwie podlaskim, w powiecie grajewskim. W latach 1975–1998 gmina położona była w województwie łomżyńskim.
Siedziba gminy to Rajgród.
Według danych z 30 czerwca 2004 gminę zamieszkiwało 5615 osób.

## Historia
Gmina Rajgród powstała w Królestwie Polskim 13 października 1870 w związku z przekształceniem pozbawionego praw miejskich Rajgrodu w gminę wiejską. Jednostka należała do powiatu szczuczyńskiego w guberni łomżyńskiej. W późniejszych latach gmina zwiększyła swój obszar.

## Struktura powierzchni
Według danych z roku 2002 gmina Rajgród ma obszar 207,16 km², w tym:
- użytki rolne: 58%
- użytki leśne: 29%

Gmina stanowi 21,42% powierzchni powiatu.

## Demografia

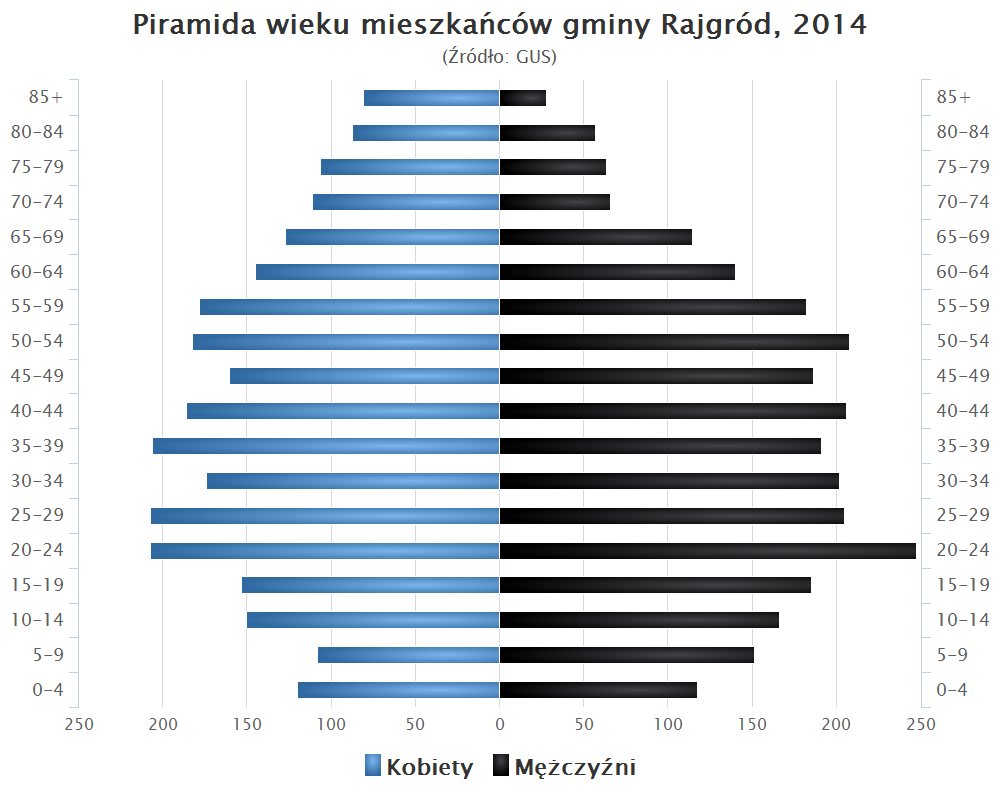
Piramida wieku mieszkańców gminy Rajgród w 2014 roku

Dane z 30 czerwca 2004:
| Opis                              | Ogółem | Ogółem | Kobiety | Kobiety | Mężczyźni | Mężczyźni |
| --------------------------------- | ------ | ------ | ------- | ------- | --------- | --------- |
| Jednostka                         | osób   | %      | osób    | %       | osób      | %         |
| Populacja                         | 5615   | 100    | 2782    | 49,5    | 2833      | 50,5      |
| Gęstość zaludnienia [mieszk./km²] | 27,1   | 27,1   | 13,4    | 13,4    | 13,7      | 13,7      |

## Sołectwa
Bełda, Biebrza, Bukowo, Ciszewo, Czarna Wieś, Danowo, Karczewo, Karwowo, Kołaki, Kosiły, Kosówka, Kozłówka, Kuligi, Łazarze, Miecze, Orzechówka, Pieńczykowo, Pieńczykówek, Przestrzele, Rybczyzna, Rydzewo, Skrodzkie, Sołki, Stoczek, Turczyn, Wojdy, Woźnawieś I, Woźnawieś II, Wólka Mała, Wólka Piotrowska.
Miejscowości podstawowe bez statusu sołectwa: Pikły, Przejma, Tama. 

## Sąsiednie gminy
Bargłów Kościelny, Goniądz, Grajewo, Kalinowo, Prostki